# Carlo Alberto Racchia
Carlo Alberto Racchia (Torino, 31 agosto 1833 – La Spezia, 12 marzo 1896) è stato un ammiraglio e politico italiano.

## Biografia
Figlio di Paolo Racchia, fu Ministro della Marina del Regno d'Italia nel Governo Giolitti I. In sua memoria, nel 1914, venne varato l'esploratore Carlo Alberto Racchia della Regia Marina.
Un'importante batteria difensiva del Sistema fortificato del Golfo della Spezia porta il suo nome.